# قائمة بأحكام المحكمة الأوروبية لحقوق الإنسان

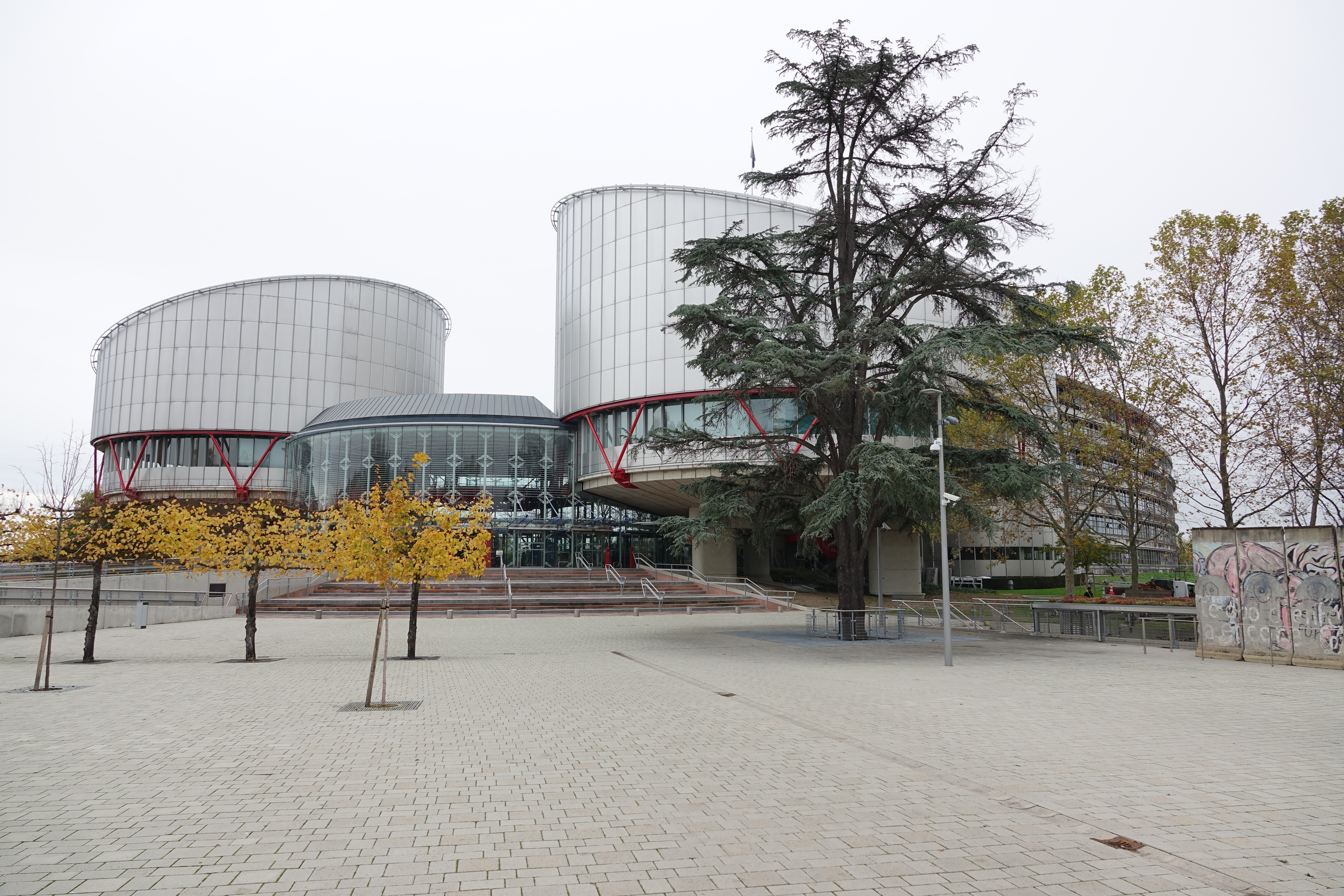
المحكمة الأوروبية لحقوق الإنسان في ستراسبورغ (باس رين ، فرنسا).

فيما يلي قائمة بأبرز الأحكام الصادرة عن المحكمة الأوروبية فيما يتعلق بحقوق الإنسان:

## معاملة الأفراد

### إيرلندا ضد المملكة المتحدة
في ديسمبر 1977، في قضية إيرلندا ضد المملكة المتحدة (5310/71)، وجدت المحكمة أن حكومة المملكة مذنبة بـ «المعاملة المهينة والوحشية» لرجال موقوفين دون محاكمة، وذلك عقب القضية التي أثارتها إيرلندا ورقمها 5310/71 إذ وافقت المحكمة على اعتقالهم على الرغم من التعارض مع اتفاقية حقوق الإنسان. غير أنها اعترفت كذلك أن ممارسة الأساليب الخمسة وضرب المساجين هي عقاب مهين وانتهاك صريح للاتفاقية، لكنها لم تقر بأنه تعذيب.

### الجزائر ودول أخرى ضد المملكة المتحدة
في 19 فبراير 2009، في قضية الجزائر ودول أخرى ضد المملكة المتحدة، قضت قاعة المحكمة الكبرى بالإجماع على حدوث انتهاك لحقوق الحرية والأمن، وانتهاك لحق شرعية الاحتجاز المقرر من المحكمة، وانتهاك حق التعويض لمثل تلك الانتهاكات. وأثارت القضية شكاوى عديدة عندما احتجزت أشخاصًا في ظروف أمنية مشددة بموجب مرسوم قانوني يقضي باحتجاز الرعايا الأجانب لأجل غير مسمى، إذ أصدر المرسوم وزير الخارجية للاشتباه بتورط أحدهم في عمليات إرهابية. بلغ عدد المعتقلين 11 شخصًا، ستة من الجنسية الجزائرية وأربعة ممن يحملون الجنسية الفرنسية والأردنية والمغربية والتونسية وفلسطيني وُلد في مخيم للاجئين في الأردن ما يعني أنه عديم الجنسية. وقدمت المحكمة تعويضات لهم بموجب المادة رقم 41 من الاتفاقية الأوروبية لحقوق الإنسان (مجرد ترضية) والتي كانت أقل بكثير من التعويضات التي قدمتها في قضايا الاحتجاز غير الشرعي السابقة، نظرًا لحقيقة أن مخطط الاحتجاز أُعدّ لمواجهة حالة شعبية طارئة، وكان أيضًا محاولة للتوفيق بين الحاجة لحماية المملكة المتحدة من الإرهاب وعدم القدرة على إرسال أولئك الأشخاص إلى دولهم حيث يواجهون خطر سوء المعاملة. وبلغت قيمة التعويض 1700، 2500، 3400، 3800، 3900، 3400 يورو على التوالي، وحصل عديم الجنسية والتونسي على 3900 يورو لكل واحد منهما، وحصل الأردني على 2800 يورو.

## اللاجئون

### لويزيدو ضد تركيا
في قضية لويزيدو ضد تركيا، عولجت مسألة حقوق الملكية للاجئين اليونانيين القبارصة ممن شردهم الجيش التركي. ففي العام 2003، دفعت تركيا للسيدة لويزيدو تعويضات بمقدار يزيد عن مليون دولار بحكم من المحكمة الأوروبية لحقوق الإنسان.

### حزب باتاسونا وهيري باتاسونا ضد إسبانيا
في يونيو 2009، دعمت المحكمة تشريع حزب باتاسونا الباسكي (هيري باتاسونا سابقًا) على أسس أن نشاطه كان جزءًا من إستراتيجية التعامل مع جماعة إيتا الإرهابية، وصرحت آنذاك أنها بررت تشريع الحزب في إسبانيا وآمنت بضرورة وجوده في مجتمع ديمقراطي في ظل السعي وراء منع الإرهاب.

### م.س.س ضد بلجيكا واليونان
حكمت المحكمة في قضية م.س.س ضد بلجيكا واليونان بأن الحكومتين البلجيكية واليونانية انتهكتا الاتفاقية الأوروبية لحقوق الإنسان، وذلك بعد أن طبقتا قانون الاتحاد الأوروبي (اتفاقية دبلن) على طالب لجوء سياسي، وحُكم على الحكومتين بغرامات مقدارها 6000 و 3000 يورو على التوالي.

## الإجراءات العسكرية

### قضايا الانتهاكات العسكرية الروسية
منذ أن غزت قوات الجيش الروسي الشيشان للمرة الثانية في عام 1999، وافقت المحكمة على الاستماع إلى قضايا انتهاكات حقوق الإنسان التي رفعها مدنيو الشيشان ضد روسيا خلال موجة حرب الشيشان الثانية، بالإضافة إلى 104 من القرارات حتى تاريخ أبريل 2009، والتي تضمنت القضايا المتعلقة بالتعذيب وعمليات الإعدام غير القانونية. وفي عام 2007، حكمت المحكمة بإدانة روسيا بتهمة قتل ناشطة حقوق الإنسان زورا بيتييفا وعائلتها. إذ تقدمت بيتييفا بشكوى ضد موسكو في المحكمة في عام 2000 لتعرضها للعنف أثناء الاحتجاز، في القضية الثانية التي رفعها الشيشان، غير أنها قُتلت في عام 2003 قبل صدور الحكم. وحوكمت روسيا بقضايا أخرى من ضمنها وفيات (أو الوفيات الافتراضية بعد سنوات من الاختفاء القسري) رسلان أليخادزاييف وشاخيد بايساييف ونورا لولوييفا وخادجي مورات ياندييف، بالإضافة إلى قضية تفجير كاتير يورت العشوائية وبعض وفيات مذبحة نوفي ألدي. ومنذ العام 2008، أُغرقت المحكمة بكم من شكاوى الشيشان فيما سمته منظمة هيومن رايتس ووتش «أمل الضحايا الأخير».
حظيت قضية كونونوف ضد لاتيفا في المحكمة الأوروبية باهتمام غير مسبوق في روسيا ودول الاتحاد السوفييتي السابق، وفيها حكمت المحكمة ضد جندي مخضرم في الاتحاد الأوروبي أثناء الحرب العالمية الثانية، وهو المحارب المؤيد فاسيلي كونونوف، إذ اتهم بجرائم حرب في لاتفيا المستقلة حاليًا. ولم يكن الحكم حكرًا على برامج التلفاز الحوارية فقط، بل وأثار انتقادات لاذعة وتهديدات بالانسحاب من المحكمة بين سياسيين روسيين رفيعي المستوى وإدانة مجلس الدوما للحكم.

## حرية التعبير

### أبيلبي ضد المملكة المتحدة
أثيرت هذه القضية في عام 2003، وتضمنت موازنة حقوق التعبير وحقوق الملكية الخاصة. ودرست القضية ما إذا كانت مراكز التسوق في المدن المخططة يجب أن تعمل كمنبر عام. ونظرت المحكمة في القضية، لكنها رفضت اتباع قرار المحكمة العليا في كاليفورنيا في قضية روبنز ضد مركز تسوق برونايارد في العام 1980.

## الدين

### حزب الرفاه ضد تركيا
قررت المحكمة التركية الدستورية حل حزب الرفاه لانتهاكه المبادئ التركية العلمانية (بدعوته لتطبيق القوانين الدينية) إذ رأت أن «الشريعة تتعارض مع المبادئ الأساسية للديمقراطية.» وبررت اختراق حقوق المستأنفين بأن النظام القانوني المبني على الشريعة قد يتعارض مع المواثيق الدولية، وخاصة فيما يتعلق بقوانينها وإجراءاتها الجنائية، ناهيك عن قواعدها المتعلقة بحالة المرأة بطريقة تتطفل على جميع النواحي الخاصة والعامة وفقًا لمعتقدات دينية.

### قرارات حول الرموز الدينية واللباس
في بعض القضايا، حكمت المحكمة لصالح تقييد عرض الرموز والملابس كرموز دينية. ففي قضية ليلى شاهين ضد تركيا، عندما مُنعت نساء تركيات بالغات من دخول غرف المحاضرات والامتحانات لارتدائهن غطاء للرأس، حكمت المحكمة لصالح قرار الحظر، محتجة بأنها استندت إلى مبادئ العلمانية والمساواة. وفي قضية دهلب ضد سويسرا في عام 2001، أيدت المحكمة حق الحكومة بمطالبة معلمة دخلت حديثًا في الإسلام بنزع غطاء رأسها مصرحةً بأنه «رمز خارجي قوي» وقد «يؤثر» على الأطفال الصغار.
وفي نوفمبر وديسمبر من عام 2008، تعاملت المحكمة الأوروبية مع قضية دورغو ضد فرنسا وكيفانشي ضد فرنسا، وتناولت القضيتان طرد فتاتين في الثانية عشرة من عمرهما من مدرستهما في عام 1999 لتغطية رأسيهما خلال حصص التربية البدنية. إلا أن المحكمة الأوروبية لم تجد أي انتهاكات في حقوق الدين بقولها إن الفتاتين قدمتا عرضًا «لافتًا للانتباه».
وفي قضية مان سينغ ضد فرنسا، عندما أصبح لزامًا على سيخ يحمل رخصة قيادة لعشرين عامًا ويرتدي عمامة في صورته فيها أن يخلع العمامة ليستطيع القيادة مجددًا، رفضت المحكمة الأوروبية القضية دون الاستماع. أما في قضية لاتوسي ضد إيطاليا، حكمت المحكمة بالإجماع في عام 2009 بأن الصلبان المعلقة في صفوف المدارس الحكومية تتعارض وحق الوالدين بتعليم أبنائهم في إطار يتناسب وقناعاتهم، فضلًا عن حق الأطفال بحرية الاعتقاد (المادة 2 من البروتوكول الأول، والمادة 9 من الاتفاقية). ووفقًا لحكم المحكمة «إن وجود الصلبان -والتي لم يكن من الصعب عدم ملاحظتها في الغرف الصفية- قد يفسره التلاميذ من جميع الأعمار بسهولة على أنه رمز ديني وسوف يشعرون بأنهم يتلقون تعليمهم في مدرسة تتسم بطابع ديني معين». أُلغي هذا الحكم في عام 2001 بقرار من الأغلبية في قاعة المحكمة الكبرى.